# Shafi Pur Ranhola
Shafi Pur Ranhola es una ciudad censal situada en el distrito de Delhi occidental,  en el territorio de la capital nacional,  Delhi (India). Su población es de 31944 habitantes (2011). 

## Demografía
Según el censo de 2011 la población de Shafi Pur Ranhola era de 31944 habitantes, de los cuales 17272 eran hombres y 14672 eran mujeres. Shafi Pur Ranhola tiene una tasa media de alfabetización del 80,78%, inferior a la media estatal del 86,21%: la alfabetización masculina es del 87,83%, y la alfabetización femenina del 72,46%.